# Józef Plisowski
Józef Plisowski (ur. 2 marca?/14 marca 1877 we wsi Nerubajka pod Humaniem, zm. 24 lipca 1966 w Warszawie) – pułkownik artylerii Armii Imperium Rosyjskiego i generał brygady Wojska Polskiego.

## Życiorys
Pochodził ze starego rodu ziemiańskiego, posługującego się herbem Odrowąż. Urodził się w rodzinie Karola Wilhelma Józefa (1827–1900) i Marii Ambrożyny z Hołubów. Był bratem Konstantego i Kazimierza, którzy również byli oficerami Wojska Polskiego. Po ukończeniu Korpusu Kadetów w Niżnym Nowgorodzie (gdzie uzyskał świadectwo maturalne) i Szkoły Artylerii w Petersburgu, od 1897 oficer zawodowy rosyjskiej artylerii. W latach 1901–1903 studiował na Politechnice Lwowskiej jako oficer rezerwy, po czym powrócił do służby. W latach 1914–1915 dowódca batalionu na froncie austriackim w walkach o Lwów, Przemyśl i w Karpatach, podpułkownik z 1915, od 1916 dowódca dywizjonu na froncie rumuńskim.
Od listopada 1918 w Wojsku Polskim. W okresie grudzień 1918 – maj 1919 zastępca szefa, potem szef Sekcji Zaopatrzenia Departamentu Artylerii Ministerstwa Spraw Wojskowych. W czerwcu 1919 został pierwszym dowódcą 9 pułku artylerii polowej i organizatorem tego oddziału. „Doświadczenie wojskowe dowódcy pułku oraz jego takt i opanowanie sytuacji sprawiły, że w tych ciężkich warunkach i przy różnolitości korpusu oficerskiego pułk jednak zdobył się na najwyższy wysiłek pracy żołnierskiej jaki w ówczesnych okolicznościach był możliwy i spełnił chlubnie swój obowiązek w chwilach najcięższych dla Ojczyzny”. Od lipca do października 1920 pełnił obowiązki dowódcy artylerii Dywizji Górskiej. W okresie od 16 października 1920 do 8 października 1921 trzy razy pełnił obowiązki dowódcy 9 Brygady Artylerii. W lutym 1922 objął dowództwo 10 pułku artylerii polowej. 3 maja 1922 został zweryfikowany w stopniu pułkownika ze starszeństwem z 1 czerwca 1919 w korpusie oficerów artylerii. 1 czerwca 1922 objął dowództwo 2 pułku artylerii polowej Legionów, lecz w tym samym miesiącu został wyznaczony na stanowisko dowódcy 25 pułku artylerii polowej.
20 marca 1925 został mianowany szefem Artylerii i Służby Uzbrojenia Okręgu Korpusu Nr II w Lublinie (w 1926 przemianowane w 2 Okręgowe Szefostwo Artylerii). Od grudnia 1925 do grudnia 1926 był urlopowany.
1 stycznia 1928 Prezydent RP Ignacy Mościcki awansował go na generała brygady ze starszeństwem z 1 stycznia 1928 i 11. lokatą w korpusie generałów. Na podstawie zarządzenia Prezydenta RP z 12 września 1930 został przeniesiony z dniem 30 listopada tego roku w stan spoczynku. W 1935 zamieszkał w Lublinie.
Po wybuchu II wojny światowej przebywał na Lubelszczyźnie. Po powrocie w styczniu 1940 do Warszawy zaangażował się w działalność konspiracyjną. Był członkiem Komisji Kwalifikacyjnej dla oficerów Armii Krajowej. Od 1943 współpracował z NSZ. Uczestniczył w powstaniu warszawskim. Po kapitulacji zamieszkał we wsi Śniadka k. Bodzentyna, w marcu 1945 powrócił do Warszawy, gdzie zmarł w 1966. Pochowany na cmentarzu Wojskowym na Powązkach w Warszawie (kwatera A15-3-15).

## Rodzina
Od 1906 był mężem Janiny Stanisławy z Opoczyńskich (1882–1957), z którą miał troje dzieci: Jadwigę Adelę (1906–1997), Karola Mariana (1908–1929) i Władysława (1911–1939).

## Ordery i odznaczenia
- Krzyż Walecznych (trzykrotnie[6]: po raz 2 i 3 w 1921[7])
- Złoty Krzyż Zasługi (10 listopada 1928)[8][6]